# Dan Mori
Dan Mori (en hebreo: דן מורי‎; Tel Aviv, Israel; 8 de noviembre de 1988) es un futbolista israelí. Juega de defensa y actualmente milita en el Bnei Yehuda Tel Aviv de la Ligat ha'Al de Israel.

## Clubes
| Club                 | País         | Año         |
| -------------------- | ------------ | ----------- |
| Bnei Yehuda Tel Aviv | Israel       | 2008 - 2012 |
| Vitesse              | Países Bajos | 2012 - 2015 |
| Bnei Yehuda Tel Aviv | Israel       | 2015 - 2016 |
| Beitar Jerusalén     | Israel       | 2016 - 2017 |
| Bnei Yehuda Tel Aviv | Israel       | 2017 -      |

## Selección nacional
Ha sido internacional con la selección de fútbol de Israel; donde hasta ahora, ha jugado 7 partidos internacionales y no ha anotado goles por dicho seleccionado.

## Palmarés

### Títulos nacionales
| Título         | Club                 | País   | Año  |
| -------------- | -------------------- | ------ | ---- |
| Copa de Israel | Bnei Yehuda Tel Aviv | Israel | 2019 |